# کمبرمر
کمبرمر (به فرانسوی: Cambremer) یک کمون (فرانسه) در فرانسه است که در canton of Cambremer واقع شده‌است. کمبرمر ۲۷٫۰۵ کیلومتر مربع مساحت دارد و ۹۶ متر بالاتر از سطح دریا واقع شده‌است.